# 提提卡失序記事
《提提卡失序記事》（英語：Titicut Follies，另譯《誰主風騷》、《提提克荒誕劇》）是一部1967年的美國直接電影式紀錄片，由弗雷德里克·怀斯曼製作、編劇和執導，約翰·馬歇爾拍攝。本片記錄了麻薩諸塞州懲教設施之一的布里奇沃特州立刑事精神病院對其關押的精神失常囚犯與病人實施的非人道待遇。本片的標題取自精神病院工作人員舉辦的才藝表演，而「提提卡」一詞則取自精神病院附近的湯頓河的萬帕諾亞格語名字。
本片在德國和義大利贏得了讚譽，而懷斯曼也在之後製作了更多這類電影來審視美國的社會機構（例如醫院、警察、學校等）。《提提卡失序記事》於2022年因在「文化上、歷史上或美學上具重要意義」而被美國國會圖書館選入國家影片登記表保存。

## 概要
《提提卡失序記事》記錄了被關押在布里奇沃特州立刑事精神病院的精神失常囚犯與病人們，他們經常被關在環境極差的牢房裡，很少洗澡。本片還記錄了囚犯與病人被強迫公開脫光衣服、強制餵食，以及許多病院工作人員的漠視和霸凌行為。
本片採用了直接電影的手法，強調觀察、有限的風格化和電影製片人的不干預。

## 製作

### 背景
《提提卡失序記事》是弗雷德里克·懷斯曼的紀錄片執導處女作。懷斯曼出生於波士頓，原本是名在波士頓大學學習並執教的律師，但在參與了華倫·米勒小說《冷酷的世界》改編的1964年同名電影的製作後，懷斯曼激發了他成為導演的願望。懷斯曼出於教育目的、和「想在那裡拍一部電影」，開始在拍攝前一年致電布里奇沃特州立刑事精神病院的主管，尋求拍攝許可。

### 拍攝
雖然懷斯曼提案得到了病院主管的口頭同意，卻也導致後來在電影開始發行時的種種爭議。在懷斯曼拍攝期間，懲教人員始終跟隨懷斯曼，並當場確定拍攝對象是否精神正常，這給本已困難重重的拍攝過程增添了更多麻煩。懷斯曼在現場負責錄音，並用麥克風或手勢來指揮攝影師—知名民族誌電影製片人約翰·馬歇爾—的一舉一動。

### 後期製作
攝影組花了29天記錄布里奇沃特刑事精神病院的情況，拍攝了80,000英尺的膠片。懷斯曼花了大約一年的時間在下班後的WGBH-TV剪輯室中將這些鏡頭秘密剪輯成最終的84分鐘電影。

## 發行

### 遭到封殺
就在本片即將在1967年紐約影展上放映之前，馬薩諸塞州政府試圖申請禁止上映本片，聲稱本片侵犯了患者的隱私和尊嚴。儘管懷斯曼已經獲得了所有入鏡者和病院主管（囚犯的法定監護人）的許可，但馬薩諸塞州政府聲稱該許可不能取代囚犯的發布表格。州政府還指控懷斯曼違反與病院主管「口頭契約」，即賦予州政府對本片的編輯控制權。雖然紐約州法院允許本片放映，但到了1968年，馬薩諸塞州高等法院法官哈利·卡勒斯（Harry Kalus）以該州政府對侵犯患者隱私和尊嚴的擔憂為由，下令停止本片的發行，並銷毀所有副本。
懷斯曼隨即向馬薩諸塞州最高法院提起上訴，最終於1969年判決本片僅允許向醫生、律師、法官、醫療保健專業人員、社會工作者以及這些及相關領域的學生播映。懷斯曼向美國最高法院提出上訴，但最高法院拒絕審理此案。
懷斯曼認為，馬薩諸塞州政府害怕本片呈現政府機構的醜惡面會傷及政府名譽，因而出手干預，試圖完全封殺本片。一名明尼蘇達州社工寫信給時任馬薩諸塞州州長約翰·A·沃皮，表示對本片中一名裸體男子被警衛嘲笑的場面感到震驚，隨後該州政府便開始封殺行動。
本片是第一部已知因淫穢、不道德或國家安全以外的理由而被禁止在美國公開發行的電影，同時也是麻薩諸塞州首次在州層級認可隱私權。懷斯曼表示：「我要表達明顯的一點是，法院的限制對公民自由的侵犯比電影對囚犯自由的侵犯更大。」
《提提卡失序記事》被持續封禁，直到1987年，七名在院中身亡的囚犯的家屬起訴病院和州政府為止。其中一名身亡囚犯的狀況是「被束縛了2個半月，並服用了六種極不安全的精神藥物，最終因無法吞嚥食物而窒息而死」。該名身亡囚犯的代理人史蒂芬·施瓦茨（Steven Schwartz）表示「政府下令封殺本片」與「他的委託人和一大群其他人在這20年間的死去」有直接關聯， 並表示「……自從懷斯曼先生製作《提提卡失序記事》以來，全國大部分的大型精神病院已被法院勒令關閉或削減規模」。
1991年，馬薩諸塞州最高法院法官安德魯·邁耶（Andrew Meyer）推翻先前判決，允許《提提卡失序記事》的公開播映。邁耶認為隨著時間的推移，許多以前的患者已經死亡，他們的尊嚴受到侵犯的風險很小，因此侵犯隱私問題已經變得不如侵犯第一修正案那麼重要。馬州最高法院接著下令本片需要附帶一段「自1966年以來馬薩諸塞州布里奇州立刑事精神病院發生的變化和改進」的說明。《提提卡失序記事》於1992年9月4日首次在PBS電視台上播出，本片播出前有查理·羅斯的介紹和警告，而在本片播映結束時有出現了一段「精神病院自本片製作以來已經改進」的文字說明。
《提提卡失序記事》現在可合法地透過其發行商Zipporah Films Inc.購買或租賃DVD來用作教育用途或個人觀賞。Zipporah於2007年12月在美國市場發行了本片的DVD。本片於2020年在特纳经典电影频道上播出，並於2022年因其在「文化上、歷史上或美學上具重要意義」而被美國國會圖書館選入國家影片登記表保存。

### 榮譽
| 年份   | 獎項                  | 類別                                  | 入圍者             | 結果 |
| ------ | --------------------- | ------------------------------------- | ------------------ | ---- |
| 1967年 | 曼海姆-海德堡國際影展 | 曼海姆電影金賞（Mannheim Film Ducat） | 弗雷德里克·怀斯曼  | 獲獎 |
| 1967年 | 波波利國際紀錄片影展  | 最佳人類處境電影                      | 《提提卡失序記事》 | 獲獎 |